# Bocce op de Middellandse Zeespelen 2009
Bocce is een van de sporten die beoefend werden tijdens de Middellandse Zeespelen 2009 in Pescara, Italië. Er waren tien onderdelen: vijf voor mannen, vijf voor vrouwen. De wedstrijden werden gespeeld van 28 juni tot en met 3 juli 2009.

## Uitslagen

#### Mannen
| Event                          | Goud                                | Zilver                            | Brons                            |
| ------------------------------ | ----------------------------------- | --------------------------------- | -------------------------------- |
| Petanque dubbelspel            | Fabrizio Bottero en Fabio Dutto     | Philippe Quintais en Pascal Milei | Taieb Arbi en Sami Atallah       |
| Boule lyonnaise tir progressif | Fabien Amar                         | Ales Borcnik                      | Abdelkrim Makhloufi              |
| Boule lyonnaise tir précision  | Miroslav Petkovic                   | Khaled Zobeidi                    | Patrick Alcaraz                  |
| Raffa enkelspel                | Emiliano Benedetti                  | Matteo Albani                     | Caner Makara                     |
| Raffa dubbelspel               | Alfonso Nanni en Emiliano Benedetti | Guerrino Albani en Matteo Albani  | Caner Makara en Sinasi Seleciler |

#### Vrouwen
| Event                          | Goud                                  | Zilver                                         | Brons                              |
| ------------------------------ | ------------------------------------- | ---------------------------------------------- | ---------------------------------- |
| Petanque dubbelspel            | Mouna El Beji en Nadia Ben Abdesselem | Rosario Ines Lizon en Yolanda Matarranz Criado | Angelique Papon en Florence Schopp |
| Boule lyonnaise tir progressif | Laurence Essertel                     | Petra Pivk                                     | Ilenia Pasin                       |
| Boule lyonnaise tir précision  | Chiara Botteon                        | Kumartaslioglu Ilke                            | Sonia Bruniaux                     |
| Raffa enkelspel                | Germana Cantarini                     | Anna Maria Ciucci                              | Rukiye Yuksel                      |
| Raffa dubbelspel               | Germana Cantarini en Sefora Corti     | Rukiye Yuksel en Deniz Demir                   | Ana Sundov en Gordana Dagelic      |

## Medaillespiegel
| Plaats | Land       | Goud | Zilver | Brons | Totaal |
| 1      | Italië     | 6    | 0      | 1     | 7      |
| 2      | Frankrijk  | 2    | 1      | 3     | 6      |
| 3      | Tunesië    | 1    | 0      | 1     | 2      |
| 4      | Montenegro | 1    | 0      | 0     | 1      |
| 5      | San Marino | 0    | 3      | 0     | 3      |
| 6      | Turkije    | 0    | 2      | 3     | 5      |
| 7      | Slovenië   | 0    | 2      | 0     | 2      |
| 8      | Algerije   | 0    | 1      | 1     | 2      |
| 9      | Spanje     | 0    | 1      | 0     | 1      |
| 10     | Kroatië    | 0    | 0      | 1     | 1      |
| Totaal | Totaal     | 10   | 10     | 10    | 30     |

1997 · 2001 · 2005 · 2009 · 2013 · 2018 · 2022
Atletiek · Basketbal · Bocce · Boksen · Gewichtheffen · Golf · Gymnastiek · Handbal · Judo · Kanovaren · Karate · Paardensport · Roeien · Schermen · Schietsport · Tafeltennis · Tennis · Voetbal · Volleybal · Waterpolo · Waterskiën · Wielersport · Worstelen · Zeilen · Zwemmen